# Тенгрі

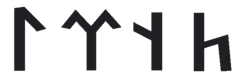
Слово тенгрі, написане давньотюркським (рунічним) письмом

Тенгрі (ст.-тюрк. 𐱅𐰭𐰼𐰃 *teŋri / *taŋrɨ, уйг. Täŋri, кит.: 騰格里, 撐犂) — назва Бога у тюркських народів, Всевишній, відповідає поняттю Бога у християн, Аллаха у мусульман і китайському поняттю Неба.
Тенгрі зближують з хуннуським ченлі («небо»), проводять паралелі з китайським тянь, шумерським Дингир («небо») . Повної згоди серед учених у розумінні суті тенгріанства поки немає. Деякі дослідники дійшли висновку, що це віровчення прийняло форму закінченої концепції з онтологією, космологією (концепція трьох світів з можливостями взаємного спілкування), міфологією і демонологією у 12 — 13 століттях.. В одному зі стародавніх рукописних джерел повідомляється, що до 165 до н. е. тюрки вже мали релігію з розвиненим каноном, багато в чому близьким буддійському, заповіданому індійським правителем Канішкою. Ця гілка буддизму отримала самостійний розвиток і оформилася як тенгріанство.
Одна частина дослідників наполягає на тому, що системного письмового викладу теологічної доктрини тенгріанство не оформило і мало невеликий за кількістю священний реквізит, завдяки простоті і ясності якого проіснувало декілька тисяч років в стійких формах релігійного ритуалу і практики. Водночас інша частина дослідників заявляє про наявність головної священної книги тенгріан — «Псалтиру» (тюрк. — «вінець вівтаря»), що містить тенгріанський канон — звичаї, обряди і правила, за якими належало звертатися до Бога.
Культ Тенгрі — це культ Блакитного неба — небесного Духа-господаря, Вічного неба, місцем постійного проживання якого було видиме небо. Половці називали його Тєнгрі, татари — Тенгрі, алтайці — Тенгрі, Тенгері, турки — Танрі, караїми — Танри, якути — Тангара, кумики — Тенгирі, балкарці та карачаївці — Тейри, монголи — Тенгер, чуваші — Туру; але завжди йшлося про одне — про чоловіче неперсоніфіковане божественне начало, про Бога-Отця. Тенгрі-хан мислився як Бог космічних масштабів, як єдиний добродійний, всезнаючий і правосудний. Він розпоряджався долями людини, народу, держави. Він — творець світу, і він сам є світ. Йому підкорялося все у Всесвіті, зокрема всі небожителі, духи і, звичайно, люди.